# Rally de Zlín de 2011
El Rally de Zlín de 2011, oficialmente 41. Barum Czech Rally Zlín 2011, fue la 41.ª edición, la séptima ronda de la temporada 2011 del IRC y la séptima ronda de la temporada 2011 del Campeonato de Europa de Rally. Se celebró del 26 al 28 de agosto y contó con un itinerario de quince tramos sobre asfalto que sumaban un total de 248,48 km cronometrados.

## Itinerario
| Día   | Tramo | Hora  | Nombre        | Distancia | Ganador                 | Tiempo  | Vel. media  | Líder rally       |
| ----- | ----- | ----- | ------------- | --------- | ----------------------- | ------- | ----------- | ----------------- |
| Día 1 | SS1   | 21:15 | SSS Zlín      | 9.36 km   | Juho Hänninen           | 7:03.4  | 79.58 km/h  | Juho Hänninen     |
| Día 2 | SS2   | 9:38  | Biskupice 1   | 8.89 km   | Guy Wilks               | 4:41.0  | 113.89 km/h | Andreas Mikkelsen |
| Día 2 | SS3   | 10:11 | Pindula 1     | 12.95 km  | Jan Kopecký             | 6:41.5  | 116.11 km/h | Jan Kopecký       |
| Día 2 | SS4   | 10:54 | Troják 1      | 28.69 km  | Jan Kopecký             | 15:49.0 | 108.83 km/h | Jan Kopecký       |
| Día 2 | SS5   | 11:37 | Semetín 1     | 11.49 km  | Bryan Bouffier          | 6:30.9  | 105.82 km/h | Jan Kopecký       |
| Día 2 | SS6   | 15:00 | Biskupice 2   | 8.89 km   | Freddy Loix             | 4:39.5  | 114.50 km/h | Jan Kopecký       |
| Día 2 | SS7   | 15:33 | Pindula 2     | 12.95 km  | Juho Hänninen           | 6:37.2  | 117.37 km/h | Jan Kopecký       |
| Día 2 | SS8   | 16:16 | Troják 2      | 28.69 km  | Freddy Loix Jan Kopecký | 15:44.7 | 109.33 km/h | Jan Kopecký       |
| Día 2 | SS9   | 16:59 | Semetín 2     | 11.49 km  | Freddy Loix             | 6:27.1  | 106.86 km/h | Jan Kopecký       |
| Día 3 | SS10  | 8:33  | Maják 1       | 22.69 km  | Andreas Mikkelsen       | 12:26.8 | 109.38 km/h | Jan Kopecký       |
| Día 3 | SS11  | 9:21  | Kudlovice 1   | 10.48 km  | Andreas Mikkelsen       | 5:28.2  | 114.95 km/h | Jan Kopecký       |
| Día 3 | SS12  | 9:54  | Halenkovice 1 | 24.37 km  | Freddy Loix             | 12:51.5 | 113.72 km/h | Jan Kopecký       |
| Día 3 | SS13  | 12:12 | Maják 2       | 22.69 km  | Andreas Mikkelsen       | 12:11.6 | 111.65 km/h | Jan Kopecký       |
| Día 3 | SS14  | 13:00 | Kudlovice 2   | 10.48 km  | Andreas Mikkelsen       | 5:22.4  | 117.02 km/h | Jan Kopecký       |
| Día 3 | SS15  | 13:33 | Halenkovice 2 | 24.37 km  | Freddy Loix             | 12:35.5 | 116.12 km/h | Jan Kopecký       |

## Clasificación final
| Pos. | Piloto               | Copiloto          | Automóvil               | Tiempo    | Diferencia | Puntos |
| ---- | -------------------- | ----------------- | ----------------------- | --------- | ---------- | ------ |
| 1.   | Jan Kopecký          | Petr Starý        | Škoda Fabia S2000       | 2:15:51,7 | 0.0        | 25     |
| 2.   | Freddy Loix          | Fréderic Miclotte | Škoda Fabia S2000       | 2:15:52,9 | +1,2       | 18     |
| 3.   | Juho Hänninen        | Mikko Markkula    | Škoda Fabia S2000       | 2:16:29,1 | +37,4      | 15     |
| 4.   | Thierry Neuville     | Nicolas Gilsoul   | Peugeot 207 S2000       | 2:17:51,3 | +1:59,5    | 12     |
| 5.   | Andreas Mikkelsen    | Ola Floene        | Škoda Fabia S2000       | 2:17:57,4 | +2:05,7    | 10     |
| 6.   | Toni Gardemeister    | Tapio Suominen    | Škoda Fabia S2000       | 2:19:34,9 | +3:43,2    | 8      |
| 7.   | Craig Breen          | Gareth Roberts    | Ford Fiesta S2000       | 2:19:39,1 | +3:47,4    | 6      |
| 8.   | Roman Kresta         | Petr Gross        | Škoda Fabia S2000       | 2:20:13,2 | +4:21,5    | 4      |
| 9.   | Per-Gunnar Andersson | Emil Axelsson     | Proton Satria Neo S2000 | 2:20:32,8 | +4:41,0    | 2      |
| 10.  | Karl Kruuda          | Martin Järveoja   | Škoda Fabia S2000       | 2:20:46,1 | +4:54,4    | 1      |

| Predecesor: Madeira 2011 | ERC 2011 | Sucesor: Príncipe 2011 |
| Predecesor: Azores 2011  | IRC 2011 | Sucesor: Mecsek 2011   |